# 破繭天魔
《惡魔咆哮》（英語：Wishmaster）是一部1997年的美國恐怖電影。

## 劇情
在阿拉伯古老的傳說中，貞尼是一種比阿拉丁神燈更為靈驗的精靈，它由火和氣構成，變幻莫測，它可以滿足滿足人類的三個願望，一旦願望實現，邪惡的Djinn便會帶著災難降臨人間。1127年，愚昧的波斯國王在許下第三個願望前被一個宮廷術士阻止，Djinn也被囚禁在一顆紅寶石之中。
一千年後，起重機駕駛員無意中打破一尊雕像，藏在其中的紅寶石重見天日。寶石鑒定專家亞利桑德拉（Tammy Lauren 飾）陰差陽錯釋放了寶石中的邪惡精靈。化身為英俊紳士的精靈視亞利桑德拉為主人，並答應幫其實現三個願望……

## 外部連結
- 互联网电影数据库（IMDb）上《破繭天魔》的资料（英文）
- AllMovie上《破繭天魔》的资料（英文）
- 爛番茄上《破繭天魔》的資料（英文）
- 開眼電影網上《破繭天魔 （页面存档备份，存于）》的資料 （繁體中文）
- 香港外語電影資料網上《破繭天魔 （页面存档备份，存于）》的資料 （繁體中文）
- 開眼電影網上《惡魔咆哮 （页面存档备份，存于）》的資料 （繁體中文）
- 豆瓣电影上《破繭天魔》的資料 （简体中文）